# 攜刺異蠍
攜刺異蠍，又稱亞洲雨林蠍、馬來雨林蠍，是蠍科異蠍屬的其中一種。

## 描述
攜刺異蠍的長度約為10至12公分。身體呈有光澤的黑色，帶有灰綠色的反光。螯非常發達。在人工飼養時主要以昆蟲為食，主要是蟑螂、蟋蟀和蝗蟲。它們的毒液會造成劇痛和受影響部位輕微麻木，但通常不會對人類造成致命傷害。這些蝎子傾向於膽怯和防禦性，使用它們的觸肢（螯）進行攻擊，而不是使用尾巴。

## 分布和棲息地
此物種可在東南亞找到，包括馬來西亞、泰國、印尼、柬埔寨、越南、斯里蘭卡、印度和其他東南亞國家。一般來說，這些陸生蠍子生活在潮濕的森林中，在陰暗的樹叢下、原木或其他碎石下，白天它們會鑽入地下躲藏起來。

## 人工飼養
由於攜刺異蠍毒性低且體型龐大，因此常被飼養於寵物貿易。

## 外部連結
- NCBI
- Animal World （页面存档备份，存于）